# Comahuetherium coccaorum
Comahuetherium coccaorum è un mammifero estinto, appartenente agli astrapoteri. Visse nel Miocene inferiore (circa 21 - 18 milioni di anni fa) e i suoi resti fossili sono stati ritrovati in Sudamerica.

## Descrizione
Questo animale doveva essere piuttosto simile a un tapiro, sia per aspetto che per dimensioni. Come tutti gli astrapoteri derivati anche Comahuetherium doveva possedere un corpo piuttosto alungato e pesante, sorretto da arti abbastanza corti, ed era dotato di una grande testa munita di lunghi canini aguzzi e di una proboscide simile a quella dei tapiri attuali. Comahuetherium possedeva alcune caratteristiche primitive (tra cui la taglia piuttosto ridotta se rapportata a quella di giganti quali Granastrapotherium e lo stesso Astrapotherium), ma anche alcuni caratteri derivati, come l'assenza del terzo premolare, i canini superiori completamente dritti e un cingulum linguale che circondava la valle centrale del terzo molare. 

## Classificazione
Comahuetherium coccaorum venne descritto per la prima volta nel 2011 da Alejandro Kramarz e Mariano Bond, sulla base di resti fossili ritrovati in terreni del Miocene inferire della formazione Cerro Bandera nella provincia di Neuquén (Patagonia, Argentina). Altri fossili attribuiti a questo animale sono stati ritrovati nella zona di Gran Barranca a sud del lago Colhué Huapi nella provincia di Chubut, sempre in Patagonia ma in una zona più a sud. 
Comahuetherium è un membro degli astrapoteri, un gruppo di ungulati sudamericani generalmente di grandi dimensioni, dalle caratteristiche simili a quelle degli ippopotami, degli elefanti e dei tapiri; all'interno del gruppo, Comahuetherium è classificato nella famiglia Astrapotheriidae, che comprende gli astrapoteri più recenti e specializzati. Secondo lo studio del 2011, sembra che Comahuetherium possedesse alcune caratteristiche riscontrabili nella sottofamiglia derivata degli Uruguaytheriinae, comprendente forme come Uruguaytherium e il già citato Granastrapotherium. Tuttavia, un'analisi filogenetica indicherebbe che Comahuetherium fosse alla base di un gruppo formato dagli Uruguaytheriinae e dagli Astrapotheriinae. Le specializzazioni dentali, quindi, sarebbero state acquisite indipendentemente negli uruguayteriini e in Comahuetherium.

## Paleoecologia
Comahuetherium era probabilmente un erbivoro che si cibava di vari tipi di piante non particolarmente tenere, dato il grado di ipsodontia dei molari. In ogni caso, la scoperta di questo animale he permesso di rivelare un'ampia gamma di dimensioni degli astrapoteriidi oligo-miocenici, e suggerisce che questi animali occupassero differenti nicchie ecologiche.